# Stanislav Luněv
Stanislav Luněv (* 1946, Leningrad) je bývalý plukovník ruské vojenské rozvědky GRU. Je nejvyšším ruským vojenským činitelem, který kdy přeběhl do Spojených států amerických. Od roku 1992 zde žil a pracoval jako poradce zpravodajských služeb FBI a CIA.

## Život
Luněv se narodil v Leningradě v rodině příslušníka Sovětské armády. Studoval vojenskou školu ve Vladikavkazu. Od roku 1978 pracoval jako zpravodajský důstojník pro GRU v Singapuru, od roku 1980 v Číně a od roku 1988 ve Spojených státech. V roce 1992 se přidal k americké straně a od té doby spolupracoval s Američany jako poradce zpravodajských služeb FBI a CIA.

## Dílo
- LUNĚV, Stanislav: Očima nepřítele, Praha, Ivo Železný, 2000, ISBN 80-240-1068-2